# Crambe
- Commons
- Wikispecies

Crambe L. é um género botânico pertencente à família Brassicaceae, popularmente conhecido como couve-marinha.

## Espécies
- Crambe abyssinica
- Crambe cordifolia
- Crambe hispanica
- Crambe koktebelica
- Crambe kotschyana
- Crambe maritima
- Crambe orientalis
- Crambe tatarica
- Lista completa

## Classificação do gênero
| Sistema | Classificação                        | Referência               |
| ------- | ------------------------------------ | ------------------------ |
| Linné   | Classe Tetradynamia, ordem Siliquosa | Species plantarum (1753) |